# Injecció letal
La injecció letal és un mètode d'execució que consisteix a injectar per via intravenosa i de manera contínua una quantitat letal d'un barbitúric d'acció ràpida en combinació amb un producte químic paralitzant. El procediment és similar a l'utilitzat en un hospital per a administrar una anestèsia general, però els productes són injectats en quantitats capaces de causar una intoxicació letal. A Texas, un dels 19 estats dels Estats Units en els quals l'execució es realitza per injecció letal, s'usen tres substàncies conjuntament: tiopentat de sodi, bromur de pancuroni i clorur de potassi.
El tiopentat de sodi és un barbitúric que fa perdre el coneixement al condemnat, la segona és un relaxant muscular que paralitza el diafragma, impedint així la respiració, i la tercera provoca una aturada cardíaca.
Es debat als Estats Units, en aquells estats on està establert aquest sistema d'injecció de les tres substàncies com a sistema d'execució, si realment produeix una mort indolora o existeix sofriment per part del condemnat.